# Nippon Connection
Nippon Connection est un festival de cinéma se déroulant chaque année en été à Francfort-sur-le-Main et consacré au cinéma japonais,.
Il s'agit du plus grand festival de cinéma contemporain japonais dans le monde et il a réuni 18 500 participants en 2023,. Chaque année, différents prix sont remis.